# Иљушин Ил-22
Иљушин Ил-22  је четворомоторни совјетски бомбардер на млазни погон развијен током 1946-7. То је био први бомбардер на млазни погон произведен у Совјетском Савезу у фабрици авиона Иљушин.

## Пројектовање и развој
Пошто је почетком 1946. године био завршен први совјетски турбомлазни мотор ТР-1, Савет министара дало је налог за пројектовање четворомоторног бомбардера на млазни погон. Тај захтев је прослеђен ОКБ Иљушину и ОКБ Сухоју и тако су настали бомбардери Ил-22 и Су-10. Пошто је крајем 1945. године расформиран ОКБ Мјасишев неколико кључних конструктора је прешло у ОКБ Иљушин и то је представљало језгро поројектантског тима за пројект Ил-22. Прототип је релативно брзо завршен и први пробни лет је направљен 24. јула 1947. године. У току испитивања се показало да се авионом лако управља али да нема довољно снаге (мотори ТР-1 су давали само 80% потребног потиска). С обзиром да авион није на фабричком тестирању испунио потребне карактеристике, Иљушин је одлучио да се авион не шаље на испитивање Државној комисији. Проторип је редизајниран уграђена су му два турбо млазна мотора Микулин и радни назив овог пројекта је био Ил-24. Од овог пројекта се одустало током 1948. године, али се захваљујући сазнањима стечених радом на пројектима Ил-22 и Ил-24, направио нови двомоторни бомбардер на млазни погон Иљушин Ил-28 који је ушао у оперативну употребу.

## Технички опис
Труп авиона Иљушин Ил-22 је био конвенционалног дизајна за то време (одмах после рата), потпуно металне полу монокок конструкције кружног попречног пресека. Кокопит се налазио на носу авиона и у нему су били смештени два пилота и навигатор/нишанџија бомбардер. У кабину се улазило кроз врата која су била постављена са леве стране трупа. Стрелци су били смештени у леђној куполи и репној кабини која се налазила испод вертикалног кормила правца.
Погонска група се састојала од четити турбомлазана мотора Лиулка ТР-1 потиска 4 x 125 kN.
Крила су била управно постављена у односу на труп и то на горњој половини трупа (висококрилац). Била су трапезастог облика, металне конструкције и релативно дебелог профила. Испод крила су се налазиле четири гондоле у којима су се налазили мотори. У крилним шупљинама су се налазили резервоари за гориво. Крила су била опремљена елронима и закрилцима као и системом за одлеђивање.
Репне површине су класичне: један велики вертикални стабилизатор са кормилом правца, два хоризонтална стабилизатора са кормилима дубине. Сви елементи репа су металне конструкције са облогом од ал-лима. Сви репни елементи су били опремљени термоелектричним системом за одлеђивање.
Стајни трап је био система „трицикл“ имао је једну носну ногу и две главне ноге које су се увлачиле у труп авиона. На предњој нози стајног трапа били су постављени удвојени точкови „близанци“ а на главним ногама се налазио по један точак већих димензија.

### Наоружање
- 1 x 23mm фиксни топ монтиран у носном делу трупа авиона,
- 1 x 23mm покретни топ монтиран у репном делу трупа авиона,
- 2 x 20 mm покретни топови уграђени у леђној куполи,
- до 3.000 kg. бомби максимално оптерећење авиона (нормално оптерећење 2.000 kg бомби),

## Оперативно коришћење
Посаду авиона Ил-22 сачињава 5 чланова: пилот и копилот, навигатор, радио оператор/леђни стрелац и стражњи стрелац. До оперативног коришћења авиона Ил-22 није дошло јер је у међувремену направљен бољи авион Ил-28. Направљено је укупно 1 примерак овог авиона као прототип.

## Земље које су користиле овај авион
| - СССР |